# Alvik (tunnelbanestation)
Alvik är en tunnelbanestation i stadsdelen Traneberg precis på gränsen mot stadsdelen Alvik i Västerort inom Stockholms kommun. Stationen trafikeras av tunnelbana 1 (gröna linjen), Nockebybanan och Tvärbanan. 

## Historik
Från 1914, då området var del av Bromma landskommun, passerade spårvägen Alvik som då var en grenstation för spårvagnarna, där linje 11 (Ängbybanan, från 1944) gick till Islandstorget, linje 12 (Nockebybanan) till Nockeby och (fram till år 1950) linje 13 (Ulvsundabanan) till Ulvsunda. Ängbybanan öppnade år 1944 och byggdes som tunnelbana, men trafikerades som spårväg till 1952.
Alviks tunnelbanestation togs i bruk i oktober 1952, då sträckan Kungsgatan–Vällingby invigdes. Samtidigt blev Nockebybanan en anslutningslinje med byte direkt över plattform. Avståndet till station Slussen är åtta kilometer.

## Uppbyggnad
Stationen har två plattformar utomhus. De yttre spåren används för tunnelbanan och de inre för Nockebybanans spårvagnar. Tvärbanans spårvagnar har sin hållplats under plattformarna utanför den västra entrén. Entré finns i väster från Vidängsvägen och Alviks torg samt i öster från Tranebergsvägen. En mindre bussterminal finns i anslutning till stationen.
Alvik är den största knutpunkten för spårtrafiken i Västerort. Inpasserande genom spärren var en vinterdag år 2005 cirka 22 600 personer Av de 4 000 påstigande på Nockebybanan (vars hållplats ligger innanför spärrlinjen) tillhörde en del dessa inpasserande, men de flesta var omstigande från tunnelbanan. Tvärbanan (vars hållplats ligger utanför spärrlinjen) hade 4 300 påstigande.

## Konst
Henjasaj Koda skapade den konstnärliga utsmyckningen. Flera konstverk skapar en enhet, inspirerad av zenbuddhism. Materialet består av bland annat skånsk diabas och cortenstål.

## Galleri

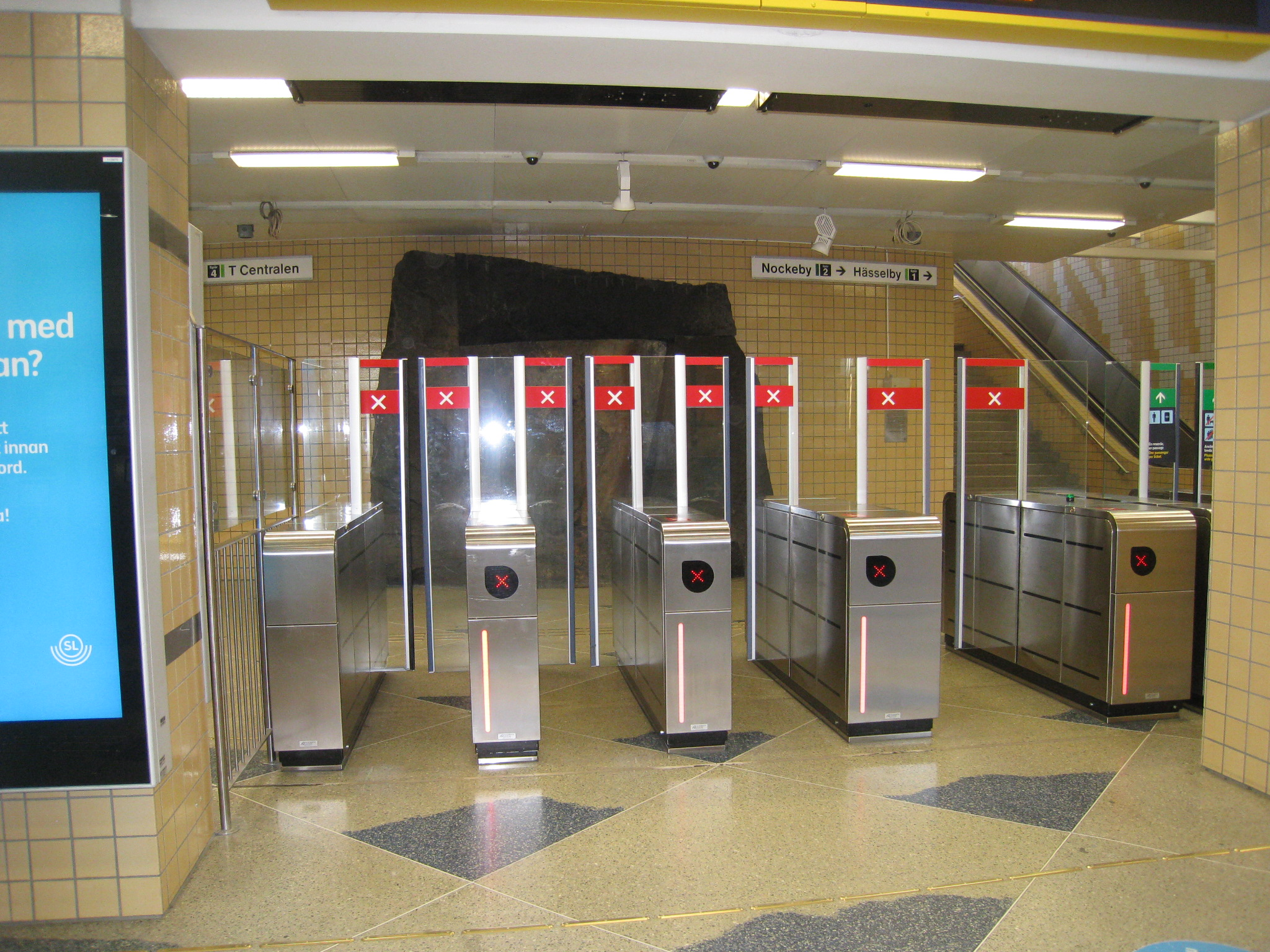
Biljetthallen vid Alviks tunnelbanestation.
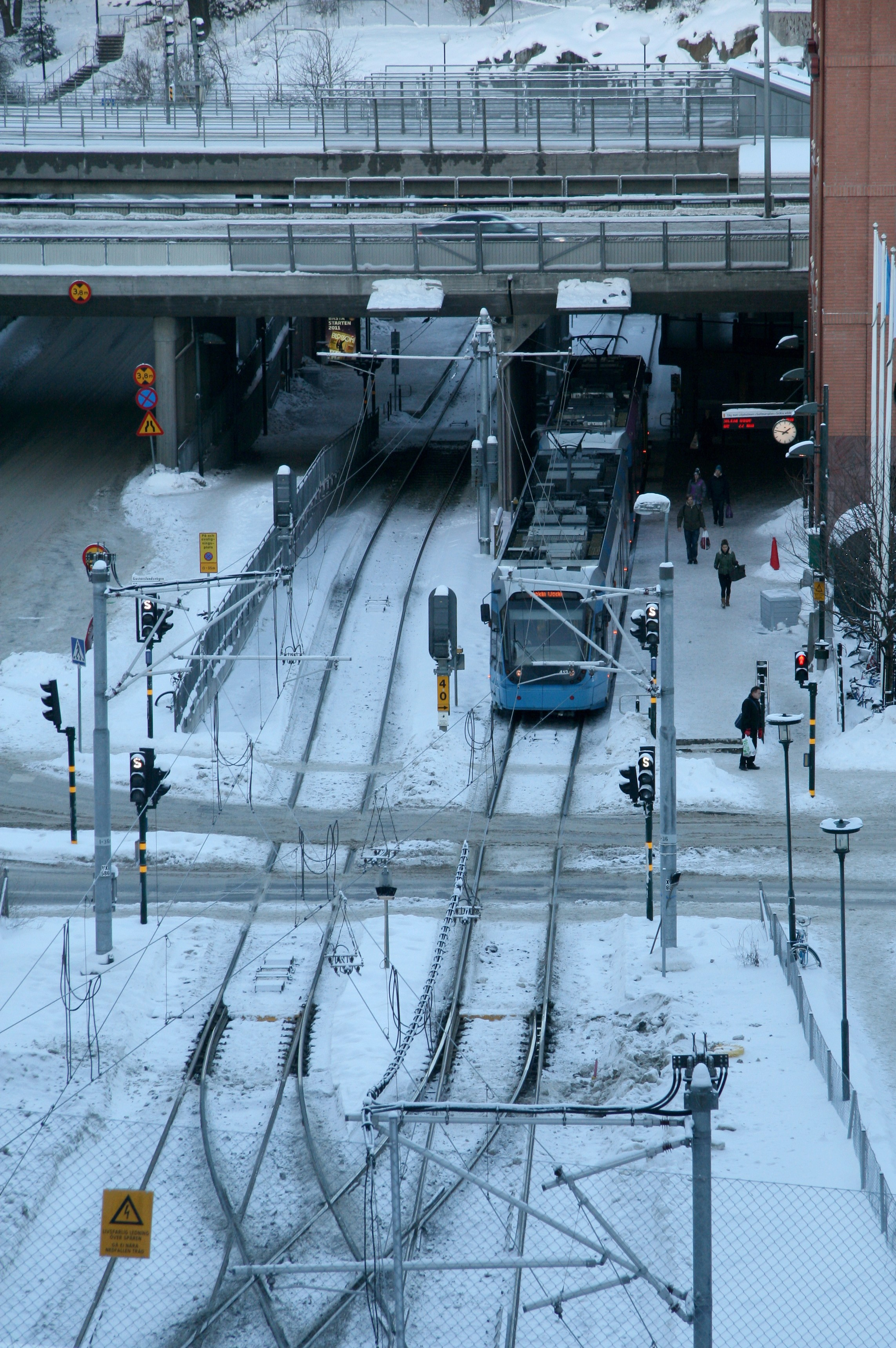
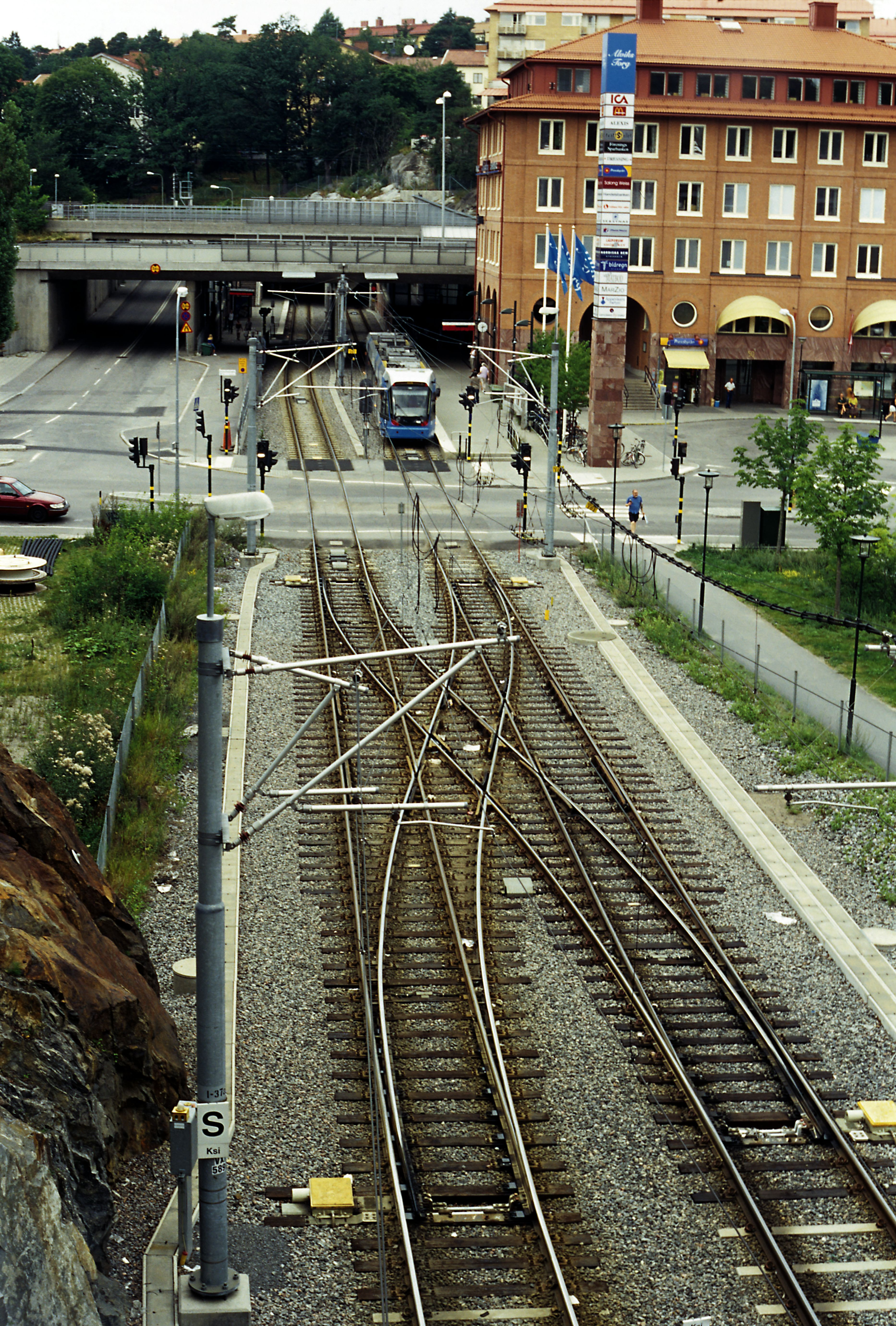
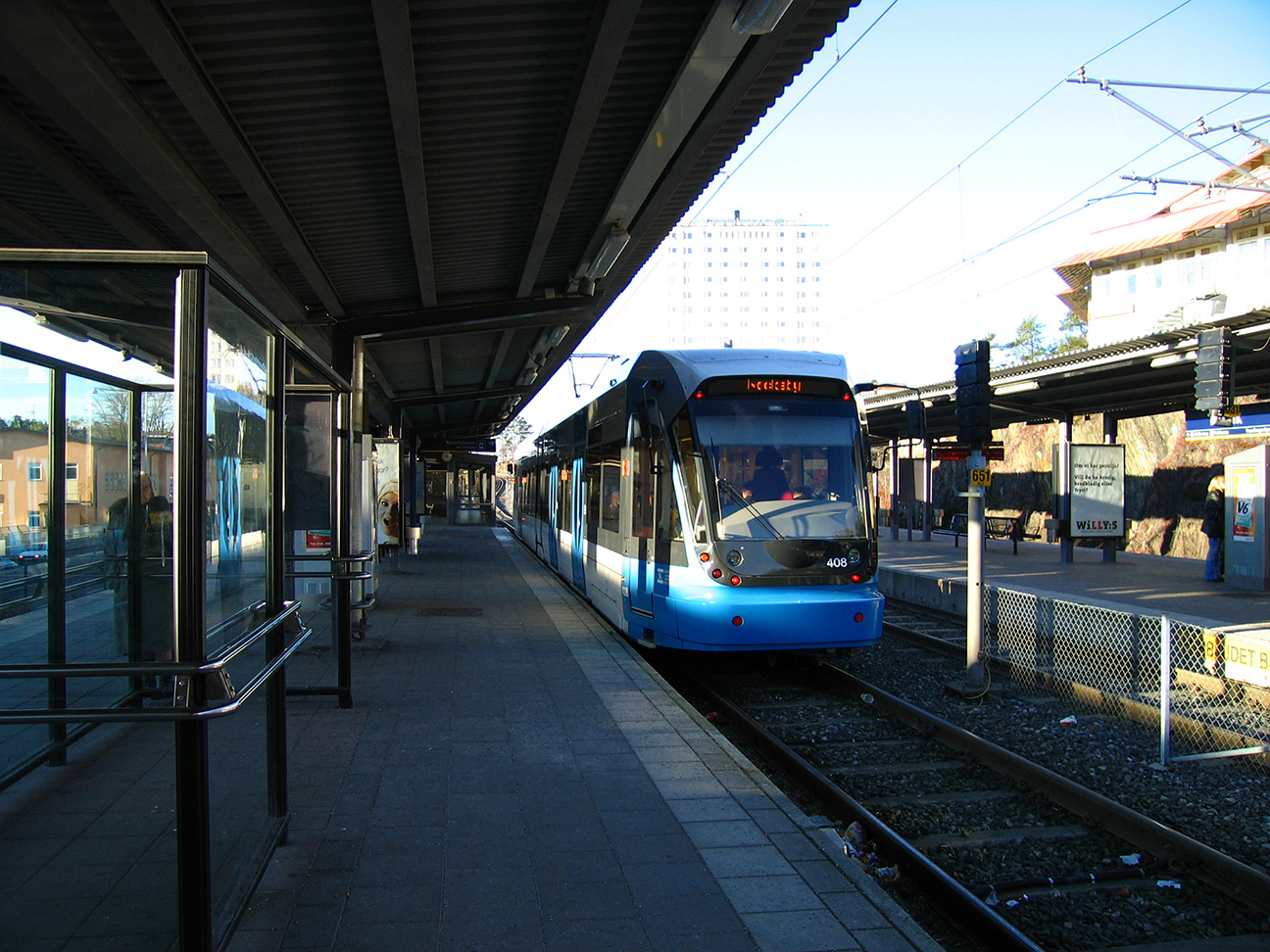
Spårvagn vid Nockebybanans ändhållplats på Alvik tunnelbanestation.

## Galleri av den konstnärliga utsmyckningen av Henjasaj Koda

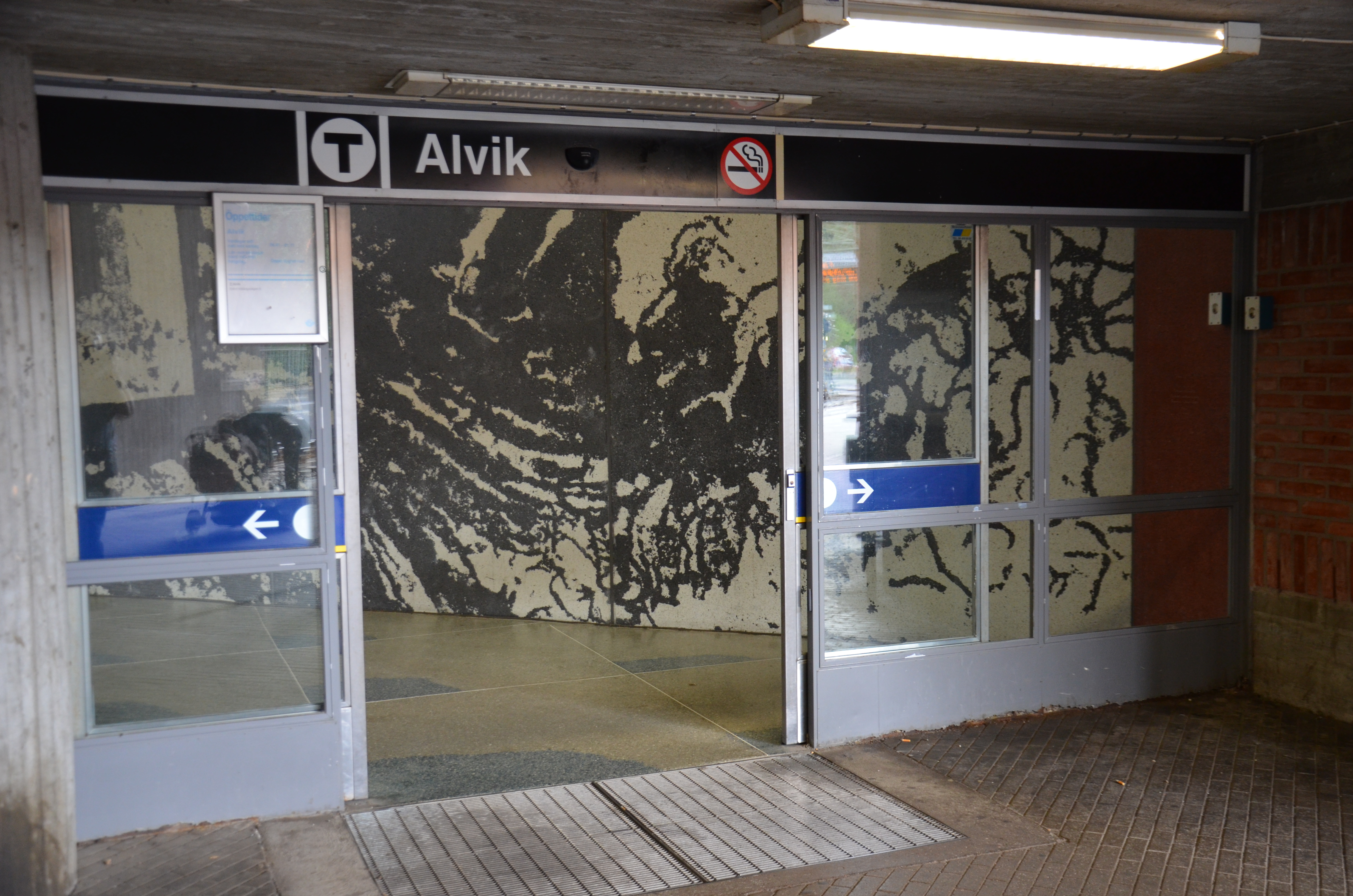
"Orm och irisar", väggmålning vid rulltrappan av Henjasaj Koda.
"Orm och irisar", väggmålning vid rulltrappan av Henjasaj Koda.
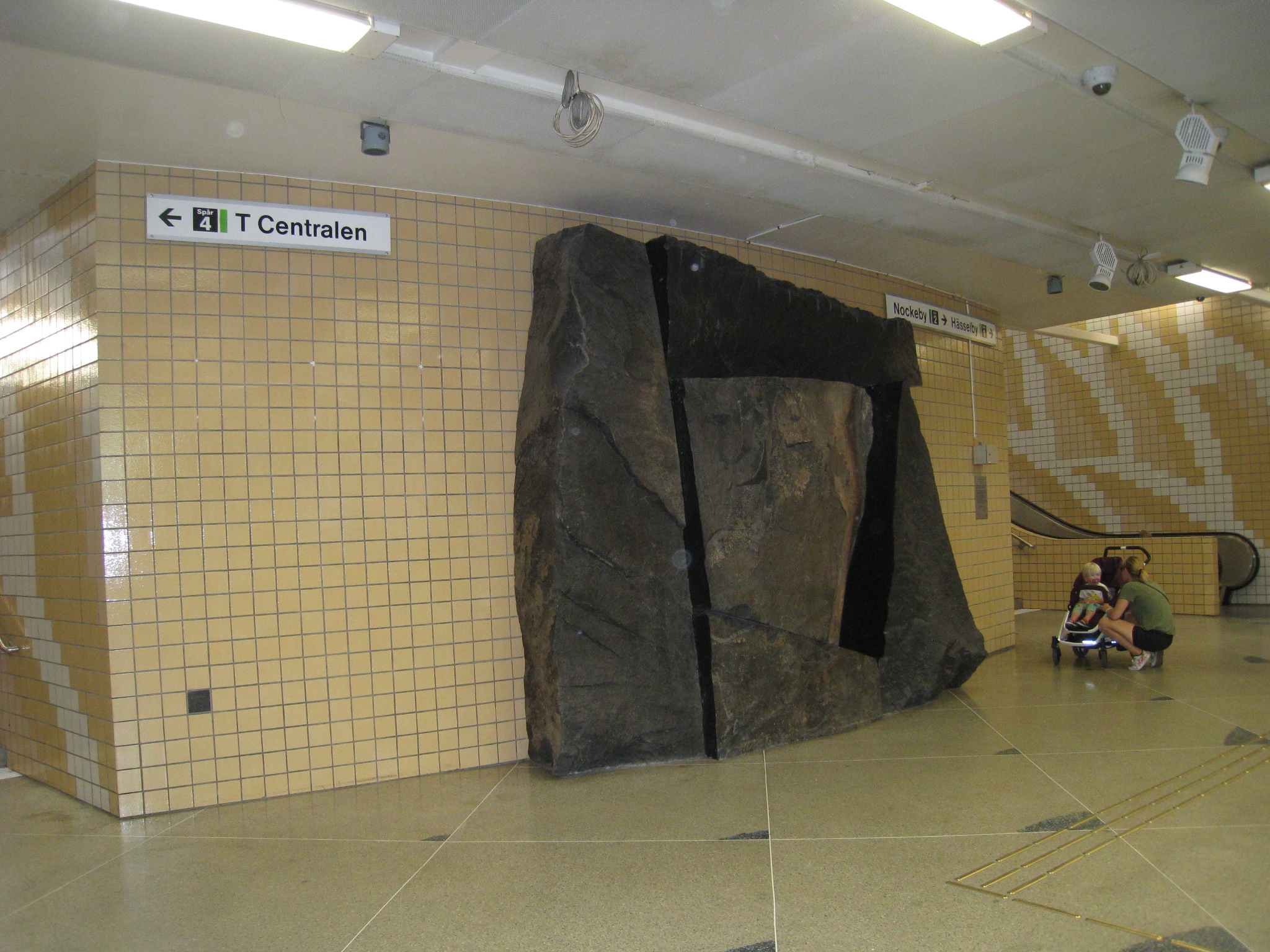
"Gryningskälla", ett 28 kg tungt verk sammansatt av 5 diabasblock från norra Skåne, av Henjasaj Koda, uppsatt 1999 i trapphallen.
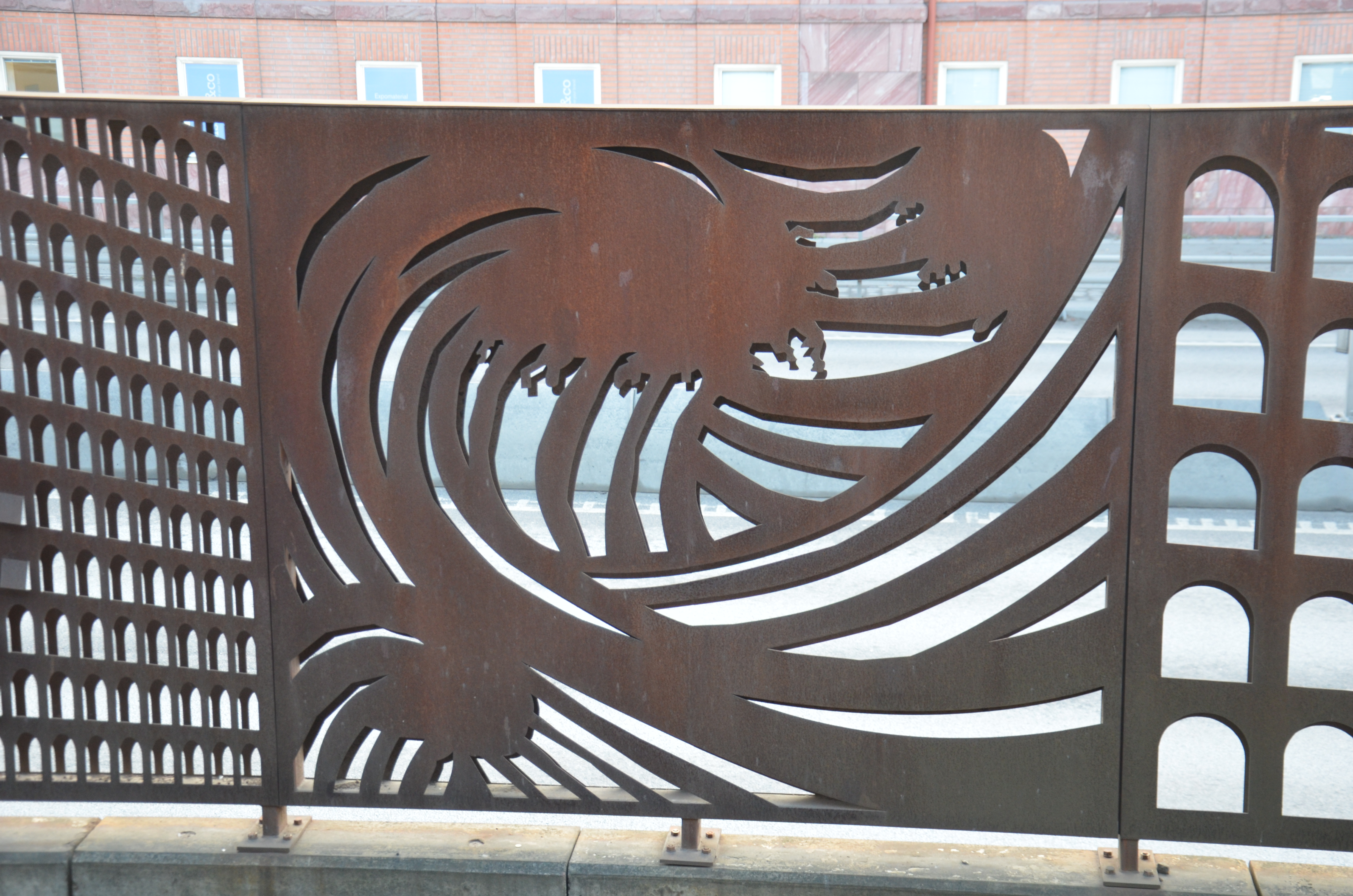
"Dropp frånfjärran" av Henjasaj Koda, skyddsräcke i cortenstål uppsatt 1999 vid perrongen vid Alviks tunnelbanestation, närbild.
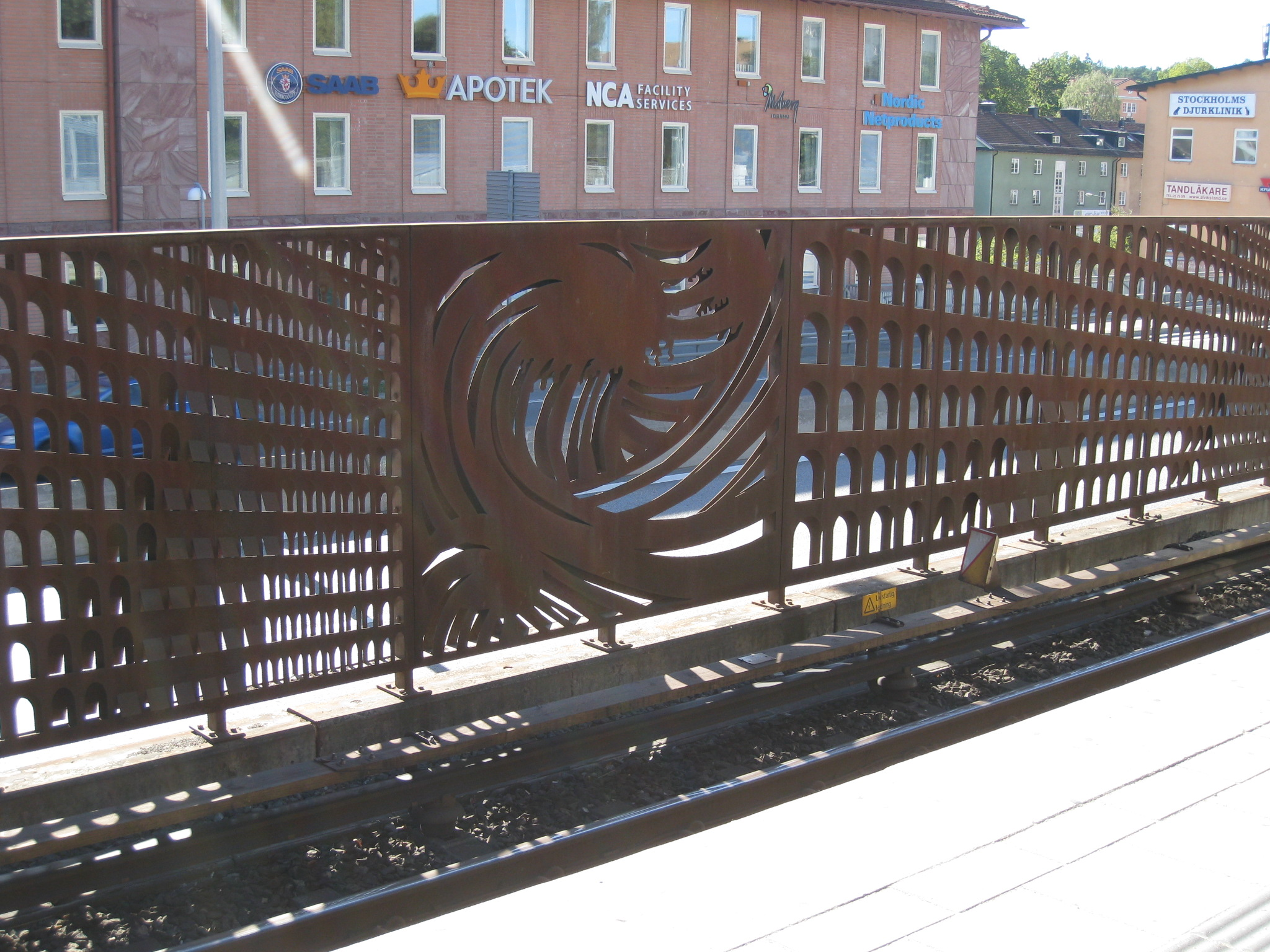
"Dropp från fjärran", skyddsräcke i cortenstål av Henjasaj Koda.
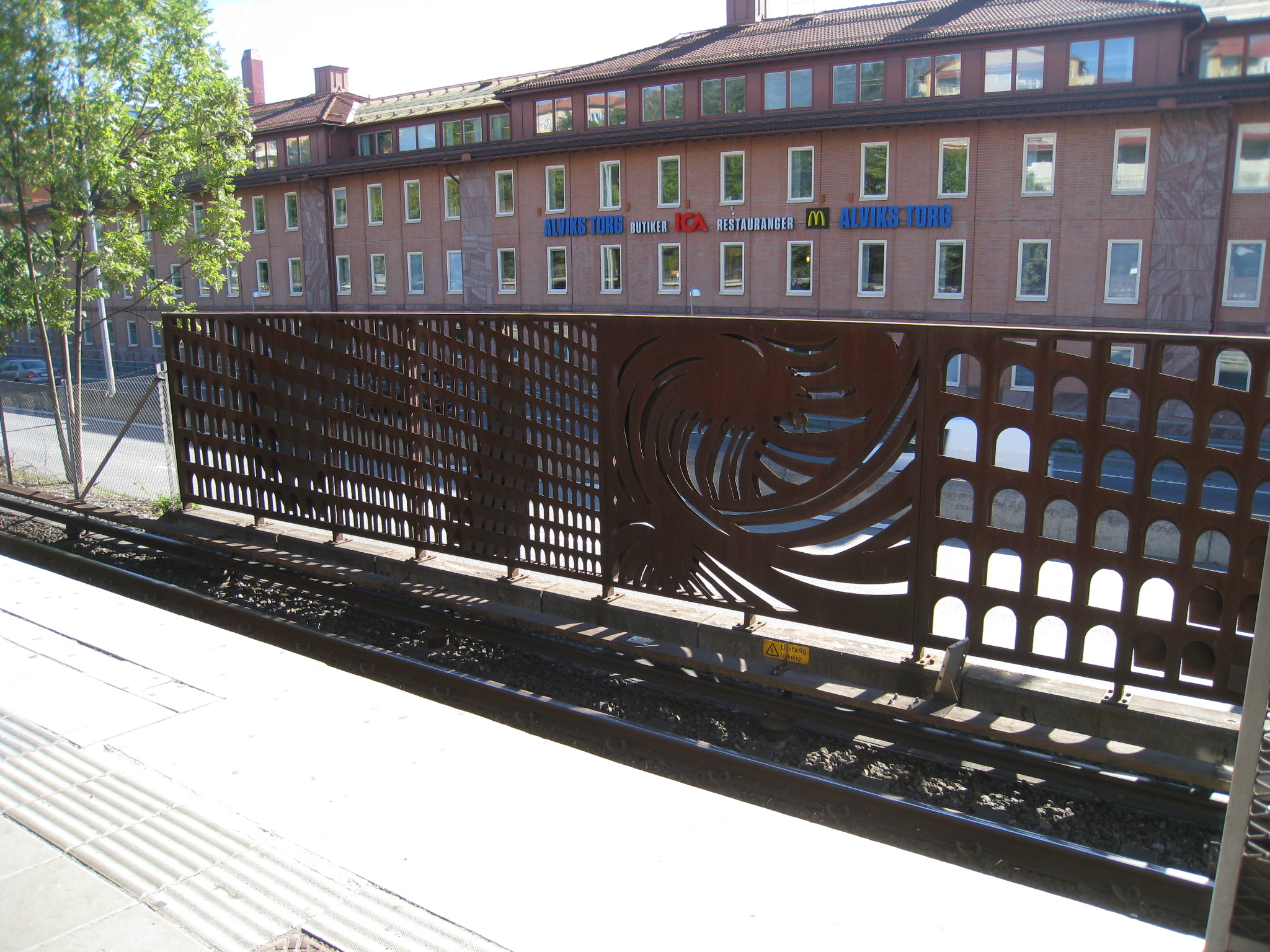
"Dropp från fjärran", skyddsräcke i cortenstål av Henjasaj Koda.
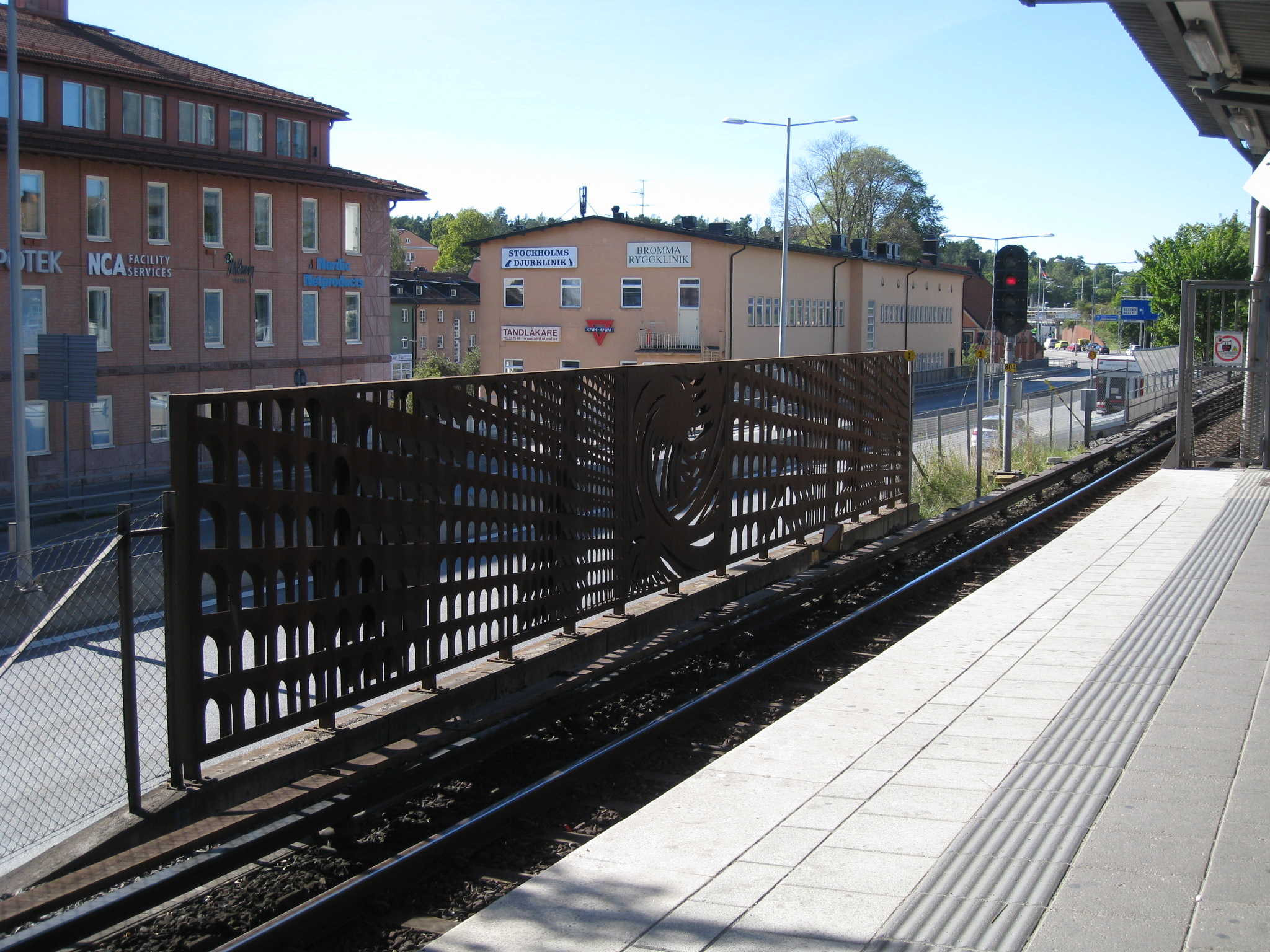
"Dropp från fjärran", skyddsräcke i cortenstål av Henjasaj Koda.
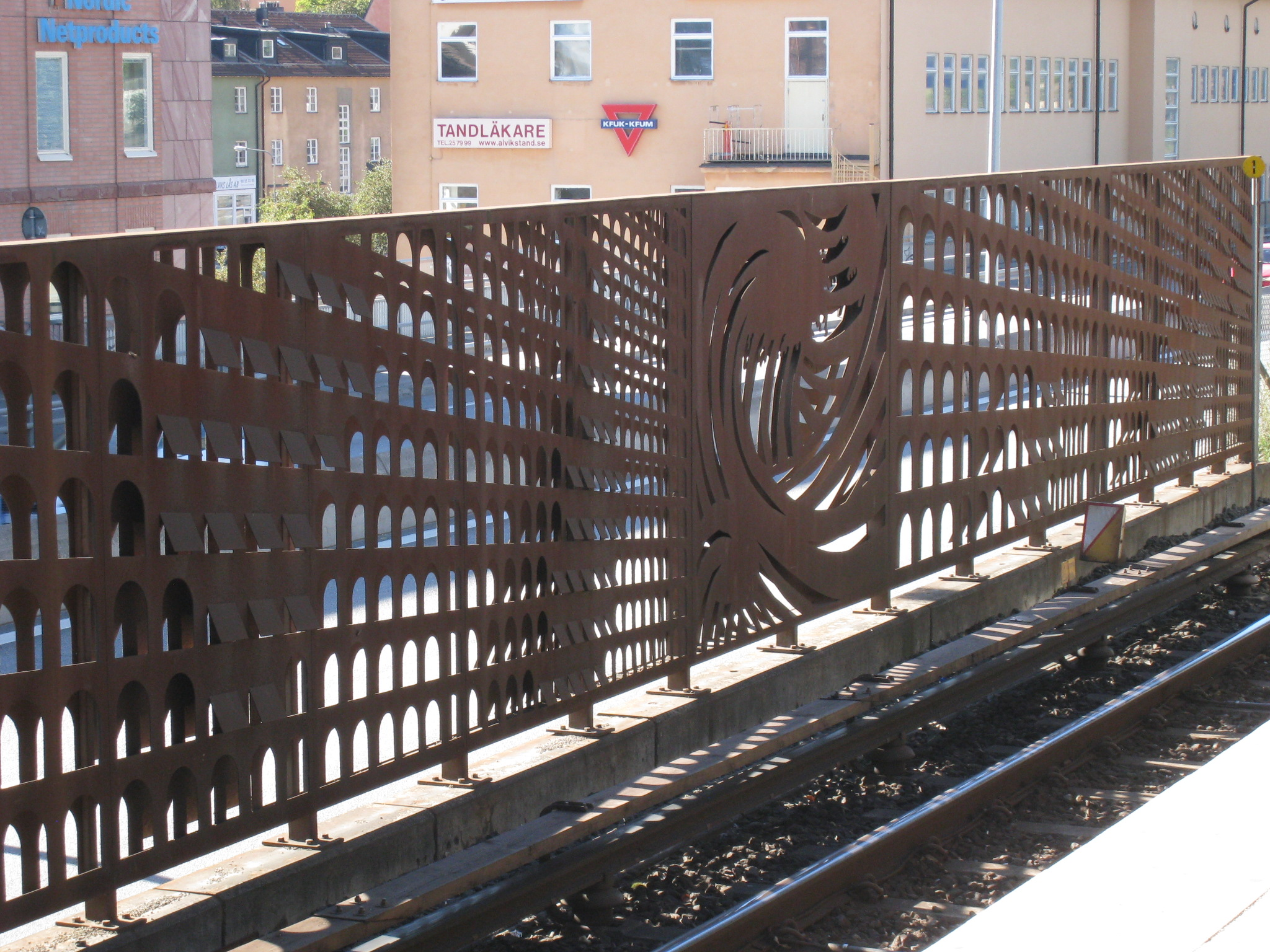
"Dropp från fjärran", skkyddsräcke i cortenstål av Henjasaj Koda.